# 環境保全推進局 (タイ)
タイ王国天然資源・環境省環境保全推進局 (タイ語:กรมส่งเสริมคุณภาพสิ่งแวดล้อม、英語：Department of Environmental Quality Promotion：DEQP）は、タイ内閣天然資源・環境省の局の一つ。1992年に設置。 

## 概要
環境保全推進局は、環境に関する情報の収集、提供、普及、ならびに環境教育の普及と天然資源の適切な利用を促すことを目的とする。さらに環境保全のための基準の策定、研究も行う。

## 歴史
1992年、国家環境質向上保全法改正に伴い、1975年保全法と国家環境委員会事務局を廃止、さらに科学技術・環境省の下に環境政策計画事務局、公害対策局、環境保全推進局の3局を新設した。2002年科学技術・環境省が天然資源・環境省に改組すると、環境保全推進局も同省に異動した。 

## 所在地
バンコク パヤータイ区 ソーイ30　ラーマ6通り 49　（49 พระราม 6 ซอย 30 พญาไท กรุงเทพมหานคร 10400 
）

## 部局
- 事務部 （สำนักงานเลขานุการกรม）
- 普及促進部 （กองส่งเสริมและเผยแพร่）
- 環境情報センター（ศูนย์สารสนเทศสิ่งแวดล้อม）
- 環境研究・訓練センター （ศูนย์วิจัยและฝึกอบรมด้านสิ่งแวดล้อม）
- 市民参加促進部 （สำนักส่งเสริมการมีส่วนร่วมของประชาชน）

## 地方機関
同局は、1994年から地域にあった人材開発、環境教育促進のために県環境センターを全国に配置している。

## 事業
毎年、以下の記念日関連事業を行っている。
- 環境の日 6月5日
- タイ環境の日 12月4日

## 関連事項
- 天然資源・環境省 (タイ)